# Marcello Gandini
Marcello Gandini, född 26 augusti 1938 i Turin, Piemonte, död 13 mars 2024 i Rivoli, Piemonte, var en italiensk bildesigner.

## Biografi
Gandini arbetade som industridesigner från slutet av 1950-talet. 1965 anställdes han av Bertone, där han efterträdde Giorgetto Giugiaro som chefsdesigner. Hos Bertone ritade Gandini supersportbilar åt Lamborghini och flera spektakulära prototyper, men även mer vardagliga personbilar. 1980 lämnade han Bertone för att arbeta under eget namn. Som frilansare har Gandini fortsatt arbeta åt Lamborghini och andra biltillverkare men även med andra farkoster och arkitektur.

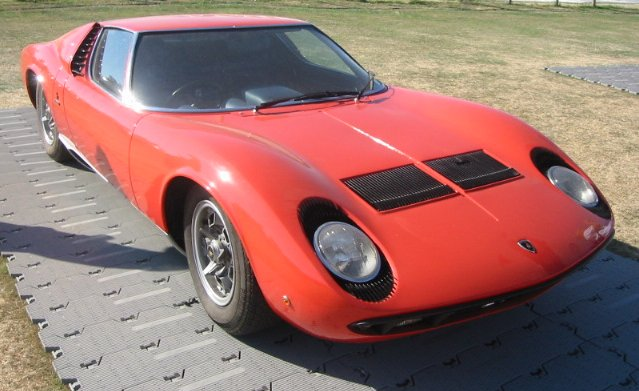
Lamborghini Miura

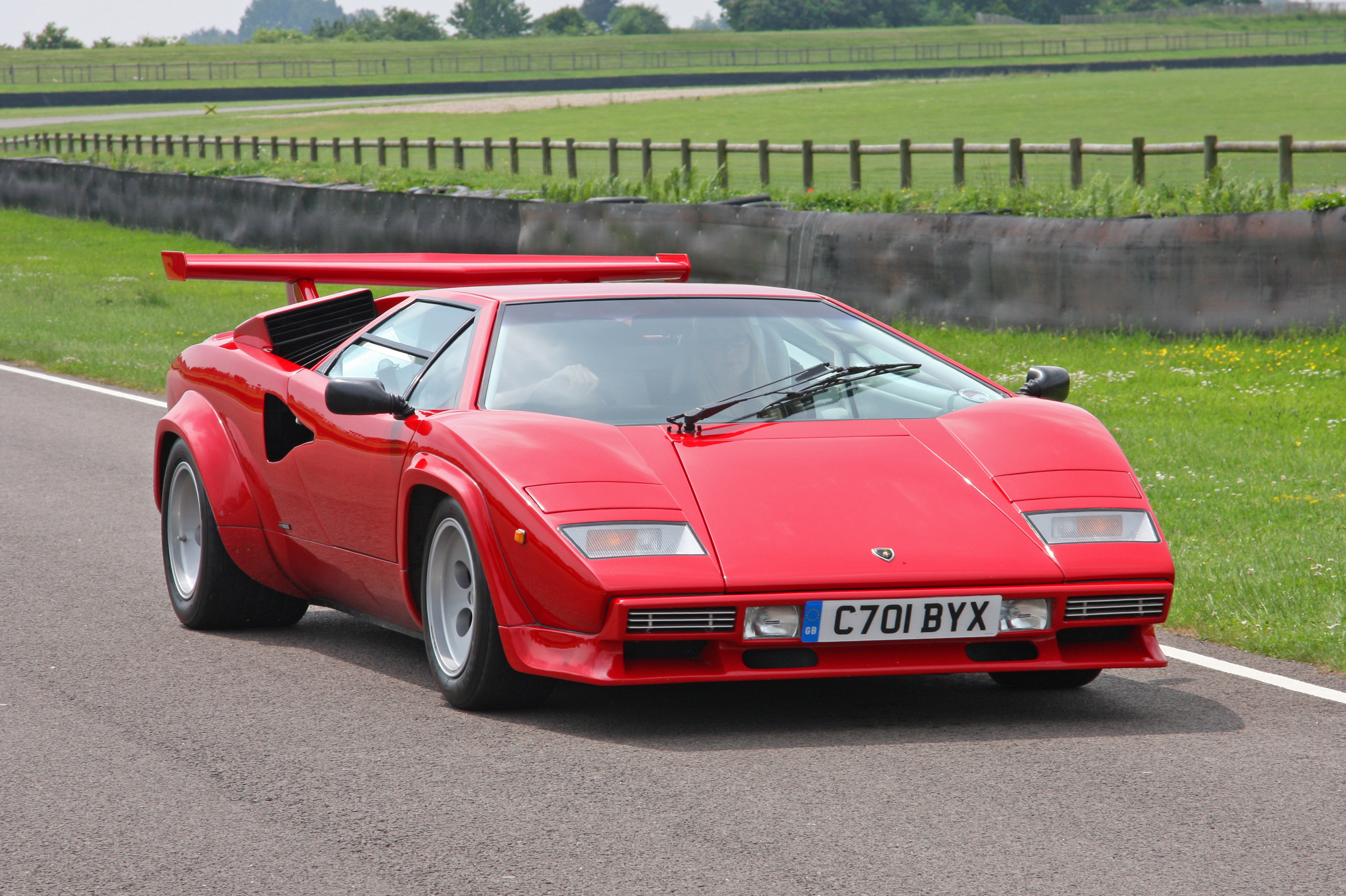
Lamborghini Countach

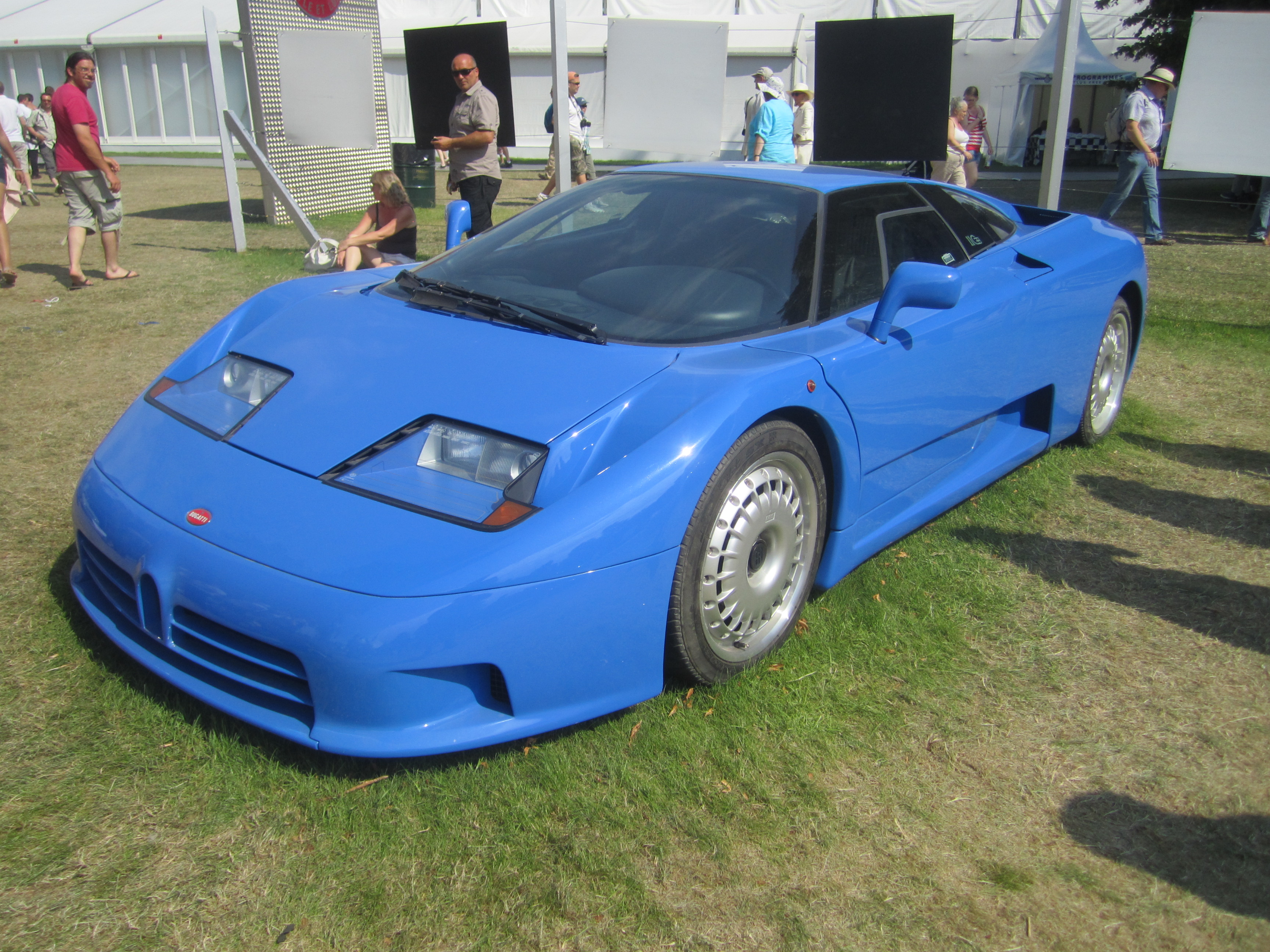
Bugatti EB110

## Bilar ritade av Marcello Gandini

### Hos Bertone
- Alfa Romeo Montreal
- Fiat X1/9
- Iso Lele
- Lamborghini Countach
- Lamborghini Miura
- Lancia Stratos

### Som frilansare
- Bugatti EB110
- Lamborghini Diablo
- Maserati Quattroporte IV
- Maserati Shamal